# Варина (Айова)
Варина (англ. Varina) — місто (англ. city) в США, в окрузі Покахонтас штату Айова. Населення — 68 осіб (2020).

## Географія
Варина розташована за координатами 42°39′29″ пн. ш. 94°53′52″ зх. д. / 42.65806° пн. ш. 94.89778° зх. д. (42.658117, -94.897667).  За даними Бюро перепису населення США в 2010 році місто мало площу 0,70 км², уся площа — суходіл.

## Демографія
Згідно з переписом 2010 року, у місті мешкала 71 особа в 30 домогосподарствах у складі 17 родин. Густота населення становила 101 особа/км².  Було 35 помешкань (50/км²).
Расовий склад населення:
| - 97,2 % — білих - 2,8 % — чорних або афроамериканців |

До двох чи більше рас належало 0,0 %. Частка іспаномовних становила 7,0 % від усіх жителів.
За віковим діапазоном населення розподілялося таким чином: 36,6 % — особи молодші 18 років, 42,3 % — особи у віці 18—64 років, 21,1 % — особи у віці 65 років та старші. Медіана віку мешканця становила 35,5 року. На 100 осіб жіночої статі у місті припадало 115,2 чоловіків;  на 100 жінок у віці від 18 років та старших — 114,3 чоловіків також старших 18 років.
За межею бідності перебувало 38,0 % осіб, у тому числі 44,1 % дітей у віці до 18 років та 0,0 % осіб у віці 65 років та старших.
Цивільне працевлаштоване населення становило 33 особи. Основні галузі зайнятості: сільське господарство, лісництво, риболовля — 24,2 %, роздрібна торгівля — 18,2 %, будівництво — 18,2 %.